# Cyréna Samba-Mayela
Cyréna Samba-Mayela (Champigny-sur-Marne, 31 ottobre 2000) è un'ostacolista francese, campionessa mondiale indoor dei 60 metri ostacoli a Belgrado 2022 e campionessa europea dei 100 metri ostacoli a Roma 2024.

## Biografia
Nata in Francia, ha origini congolesi. Nel 2016 conquistò la sua prima medaglia internazionale quando si classificò prima nella staffetta svedese ai campionati europei allievi di Tbilisi, dove raggiunse anche la semifinale dei 100 metri ostacoli. Nel 2017 fu medaglia d'argento nei 100 metri ostacoli ai mondiali under 18 di Nairobi.
Dopo aver conquistato la medaglia d'argento nei 100 metri ostacoli ai campionati europei under 23 di Tallinn nel 2021, ottenne il minimo per la partecipazione ai Giochi olimpici di Tokyo, dove però non prese parte alla gara 100 metri ostacoli.
Nel 2022 fu medaglia d'oro ai mondiali indoor di Belgrado nei 60 metri ostacoli, dove migliorò il record francese con il tempo di 7"78. Nel 2024 vinse l'oro nei 100 metri ostacoli agli europei di Roma, siglando peraltro il nuovo record della competizione con il crono di 12"31, e l'argento alle Olimpiadi di Parigi.

## Record nazionali
- 60 metri ostacoli indoor: 7"78 ( Belgrado, 19 marzo 2022)

## Progressione

### 60 metri piani indoor
| Stagione | Tempo | Luogo    | Data      | Rank. Mond. |
| -------- | ----- | -------- | --------- | ----------- |
| 2021/22  | 7"34  | Lione    | 12-2-2022 |             |
| 2019/20  | 7"30  | Eaubonne | 25-1-2020 |             |
| 2016/17  | 7"48  | Bordeaux | 18-2-2017 |             |
| 2015/16  | 7"77  | Parigi   | 17-1-2016 |             |

### 60 metri ostacoli indoor
| Stagione | Tempo | Luogo        | Data      | Rank. Mond. |
| -------- | ----- | ------------ | --------- | ----------- |
| 2022/23  | 7"84  | Madrid       | 22-2-2023 |             |
| 2021/22  | 7"78  | Belgrado     | 19-3-2022 |             |
| 2020/21  | 7"94  | Miramas      | 20-2-2021 |             |
| 2019/20  | 7"98  | Saint-Brieuc | 8-2-2020  |             |
| 2018/19  | 8"27  | Parigi       | 27-1-2019 |             |
| 2016/17  | 8"24  | Minsk        | 25-2-2017 |             |

### 100 metri ostacoli
| Stagione | Tempo | Luogo    | Data      | Rank. Mond. |
| -------- | ----- | -------- | --------- | ----------- |
| 2024     | 12"31 | Roma     | 8-6-2024  |             |
| 2021     | 12"75 | Angers   | 27-6-2021 |             |
| 2020     | 12"73 | Albi     | 12-9-2020 |             |
| 2018     | 13"00 | Grenoble | 20-5-2018 |             |
| 2017     | 13"22 | Tolosa   | 21-5-2017 |             |

## Palmarès
| Anno | Manifestazione   | Sede     | Evento   | Risultato  | Prestazione | Note      |
| ---- | ---------------- | -------- | -------- | ---------- | ----------- | --------- |
| 2016 | Europei U18      | Tbilisi  | 100 m hs | Semifinale | 13"96       | (76,2 cm) |
| 2016 | Europei U18      | Tbilisi  | Svedese  | Oro        | 2'08"48     |           |
| 2017 | Mondiali U18     | Nairobi  | 100 m hs | Argento    | 12"80       | (76,2 cm) |
| 2018 | Mondiali U20     | Tampere  | 100 m hs | 8ª         | 14"11       |           |
| 2019 | Mediterraneo U23 | Miramas  | 60 m hs  | 5ª         | 8"59        |           |
| 2021 | Europei indoor   | Toruń    | 60 m hs  | Batteria   | 8"22        |           |
| 2021 | Europei U23      | Tallinn  | 100 m hs | Argento    | 12"80       |           |
| 2021 | Giochi olimpici  | Tokyo    | 100 m hs | Batteria   | dns         |           |
| 2022 | Mondiali indoor  | Belgrado | 60 m hs  | Oro        | 7"78        |           |
| 2022 | Mondiali         | Eugene   | 100 m hs | Batteria   | 13"15       |           |
| 2022 | Europei          | Monaco   | 100 m hs | 7ª         | 13"05       |           |
| 2023 | Europei indoor   | Istanbul | 60 m hs  | Semifinale | 8"00        |           |
| 2023 | Mondiali         | Budapest | 100 m hs | Semifinale | 12"95       |           |
| 2024 | Mondiali indoor  | Glasgow  | 60 m hs  | Argento    | 7"74        |           |
| 2024 | Europei          | Roma     | 100 m hs | Oro        | 12"31       |           |
| 2024 | Giochi olimpici  | Parigi   | 100 m hs | Argento    | 12"34       |           |

## Campionati nazionali
- 2 volte campionessa francese assoluta dei 100 m ostacoli (2020, 2021)
- 1 volta campionessa francese assoluta dei 60 m ostacoli indoor (2020)
- 1 volta campionessa francese under 23 dei 60 m piani indoor (2020)
- 1 volta campionessa francese under 23 dei 60 m ostacoli indoor (2020)
- 1 volta campionessa francese under 18 dei 200 m piani (2017)
- 1 volta campionessa francese under 18 dei 100 m ostacoli (2016)
- 1 volta campionessa francese under 18 dei 60 m ostacoli indoor (2017)

2016
- In semifinale ai campionati francesi under 18 indoor, 60 m piani - 7"84
- Argento ai campionati francesi under 18 indoor, 60 m hs (76,2 cm) - 8"40
- Oro ai campionati francesi under 18, 100 m hs (76,2 cm) - 13"32

2017
- 7ª ai campionati francesi under 18 indoor, 60 m piani - 8"05
- Oro ai campionati francesi under 18 indoor, 60 m hs (76,2 cm) - 8"21
- In semifinale ai campionati francesi assoluti indoor, 60 m piani - 7"48
- Oro ai campionati francesi under 18, 200 m piani - 23"99
- Oro ai campionati francesi under 18, 100 m hs (76,2 cm) - 13"28

2018
- Bronzo ai campionati francesi under 20, 100 m hs - 13"59

2020
- Oro ai campionati francesi under 23 indoor, 60 m piani - 7"38
- Oro ai campionati francesi under 23 indoor, 60 m hs - 7"98
- Oro ai campionati francesi assoluti indoor, 60 m hs - 8"06
- Oro ai campionati francesi assoluti, 100 m hs - 12"73

2021
- Argento ai campionati francesi assoluti indoor, 60 m hs - 7"94
- Oro ai campionati francesi assoluti, 100 m hs - 12"80

2022
- Argento ai campionati francesi under 23 indoor, 60 m hs - 7"35

## Altre competizioni internazionali
2020
- 7ª al Golden Gala Pietro Mennea ( Roma), 100 m hs - 13"29

2022
- 5ª al Doha Diamond League ( Doha), 100 m hs - 12"72

2024
- Bronzo alla Xiamen Diamond League ( Xiamen), 100 m hs - 12"55
- Argento al Weltklasse Zürich ( Zurigo), 100 m hs - 12"40